# Hapalogaster cavicauda
Hapalogaster cavicauda är en kräftdjursart som beskrevs av William Stimpson 1859. Hapalogaster cavicauda ingår i släktet Hapalogaster och familjen trollkrabbor. Inga underarter finns listade i Catalogue of Life.

## Bildgalleri

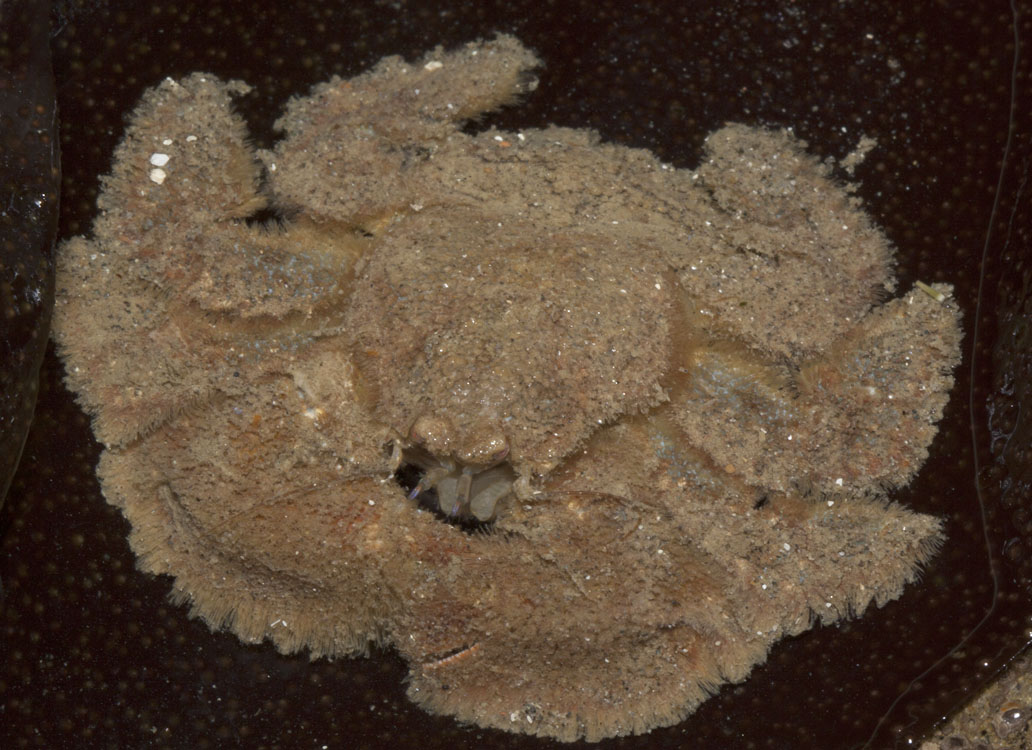